# Tropaeolum myriophyllum
Tropaeolum myriophyllum là một loài thực vật có hoa trong họ Tropaeolaceae. Loài này được (Poepp. & Endl.) Sparre miêu tả khoa học đầu tiên năm 1955.